# Idanre

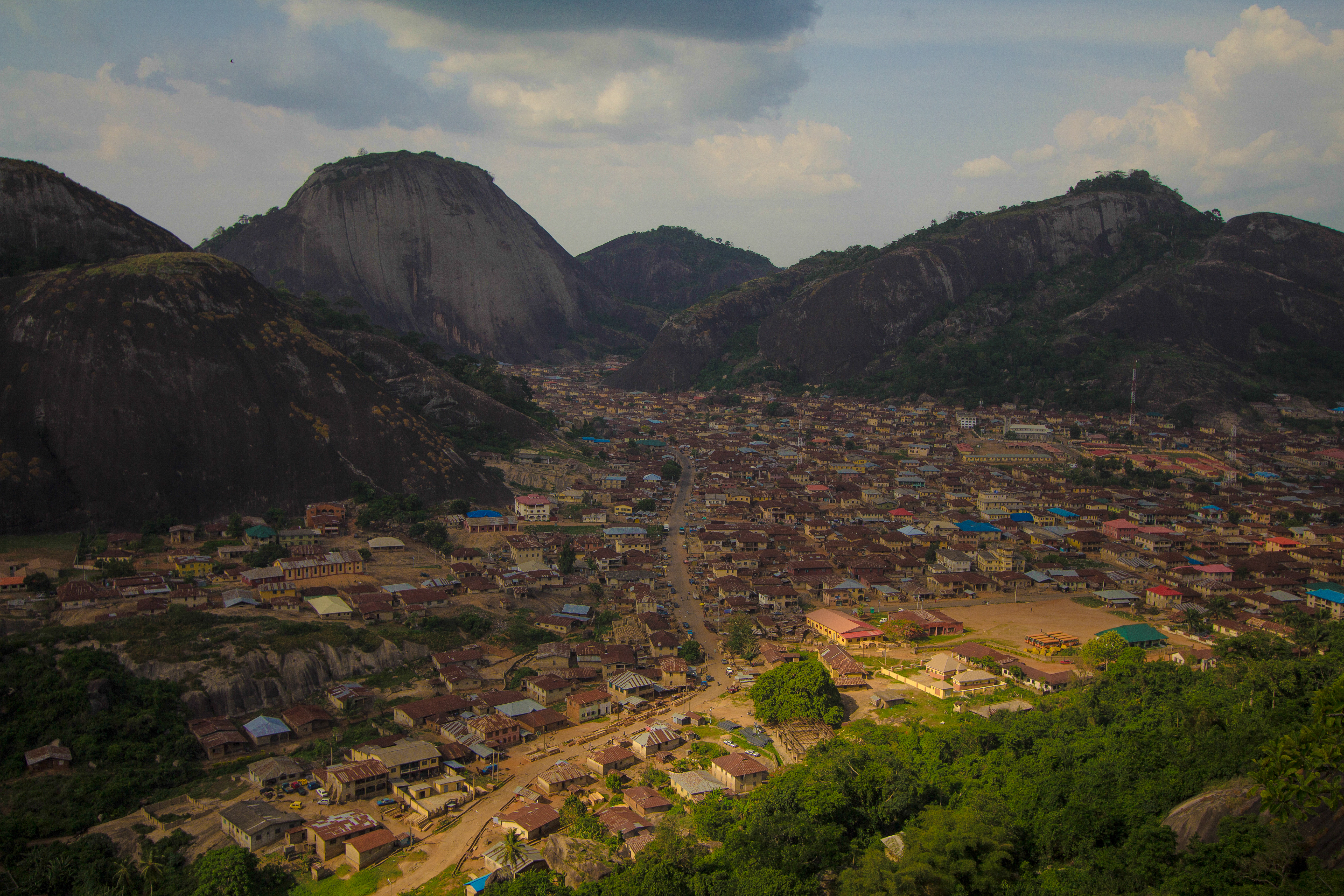
Le mont Idanre à Idanre. Avril 2014.

Idanre est une zone de gouvernement local de l'État d'Ondo au Nigeria,.

## Source
- (en) Cet article est partiellement ou en totalité issu de l’article de Wikipédia en anglais intitulé « Idanre » (voir la liste des auteurs).